# エジプトへの逃避 (エル・グレコ)
『エジプトへの逃避』(エジプトへのとうひ、西: La huida a Egipto、英: The Flight into Egypt) は、ギリシア・クレタ島出身のマニエリスム期のスペインの巨匠エル・グレコがヴェネツィア滞在時の1570年頃に制作した板上の油彩画である。聖家族の「エジプトへの逃避」を主題としている作品で、技法やダイナミックな構図は画家のイタリア絵画修業時代初期の特徴を示している。ヴェネツィア派の技巧が駆使されており、かつてティントレットかヤコポ・バッサーノの作品だと考えられていた。細密画にも近いサイズは画家の作品としては例外的である。最初に作品が記されたのは1682年のことで、当時は第7代カルピオ侯爵ガスパール・メンデス・デ・アロ (1629-1687年) のローマの住居であったヴィーニャ宮殿に所蔵されていた。作品は現在、マドリードのプラド美術館に所蔵されている。

## 作品
作品の主題は、『新約聖書』中の「マタイによる福音書」(2章13-14) に簡潔に記されている。生まれたばかりのイエス・キリストの養父ヨセフの夢に天使が現れ、ヘロデ王がイエスを探し出して殺そうとしているので、聖母マリアとイエスを連れてエジプトに逃げるように告げる。
中世の間に、この聖家族の「エジプトへの逃避」の図像には聖書外典や黄金伝説により新たな逸話や人物が加えられ、もともとの聖書の叙述を拡大したものとなっていった。しかし、エル・グレコの本作には、そうした逸話や人物は登場せず、聖ヨセフ、聖母マリア、幼子キリストの3人の人物を美しい風景に中に配置している。マリアは幼子を抱き、ロバに乗っている。生き生きとして太った幼子は、橋を渡るためにロバを引こうとするヨセフの努力に好奇心を持ち、振り向いている。この珍しい身振りはコレッジョの『羊飼いの礼拝』を想起させ、「エジプトへの逃避」におけるヨセフの重要性を強調している。
エル・グレコのヴェネツィア時代にさかのぼる初期の作品の1つである本作は、画家がビザンチン絵画の影響を脱して、ルネサンス絵画の空間描写を習得したことが見て取れる。ティツィアーノ、ティントレット、ヤコポ・バッサーノのなど16世紀ヴェネツィア派の様式を習得していることを示しつつ、風景が構図上の中心的要素である点で重要な作例である。この作品のためにエル・グレコが描いた風景は岩の多い地形で、画面を支配している黄土色は綿のような雲に満ちた空の非常に明るい青と対照的である。温かな斜めの陽光が景色を明るく満たし、微妙な光と影の対比を生んでいる。なめらかで、蠕動するような筆触は1570年頃の画家の特徴である。1904年にスペインの画家ダリオ・デ・レゴヨスはこの作品を「近世絵画における印象派の最たるもの」と評している。